# N-isopropylacrylamide
N-isopropylacrylamide is een carbonzuuramide die een acryloylgroep bevat. Het is een vast poeder en goed oplosbaar in water.

## Synthese
N-isopropylacrylamide wordt gevormd door de Ritter-reactie tussen acrylonitril en isopropylalcohol.

## Toepassingen
N-isopropylacrylamide is het monomeer van poly(N-isopropylacrylamide) of PNIPAM, dat thermo-reversibele hydrogels vormt met mogelijke toepassingen in de biomedische sector.